# Diazin
Diaziner är organiska föreningar med summaformeln C4H4N2. Dessa består av en bensenring där två av kolatomerna har ersatts av två kväveatomer. Det finns tre isomerer.
- Pyrazin (1,4-diazin)
- Pyrimidin (1,3-diazin)
- Pyridazin (1,2-diazin)